# Consola central (automóvil)

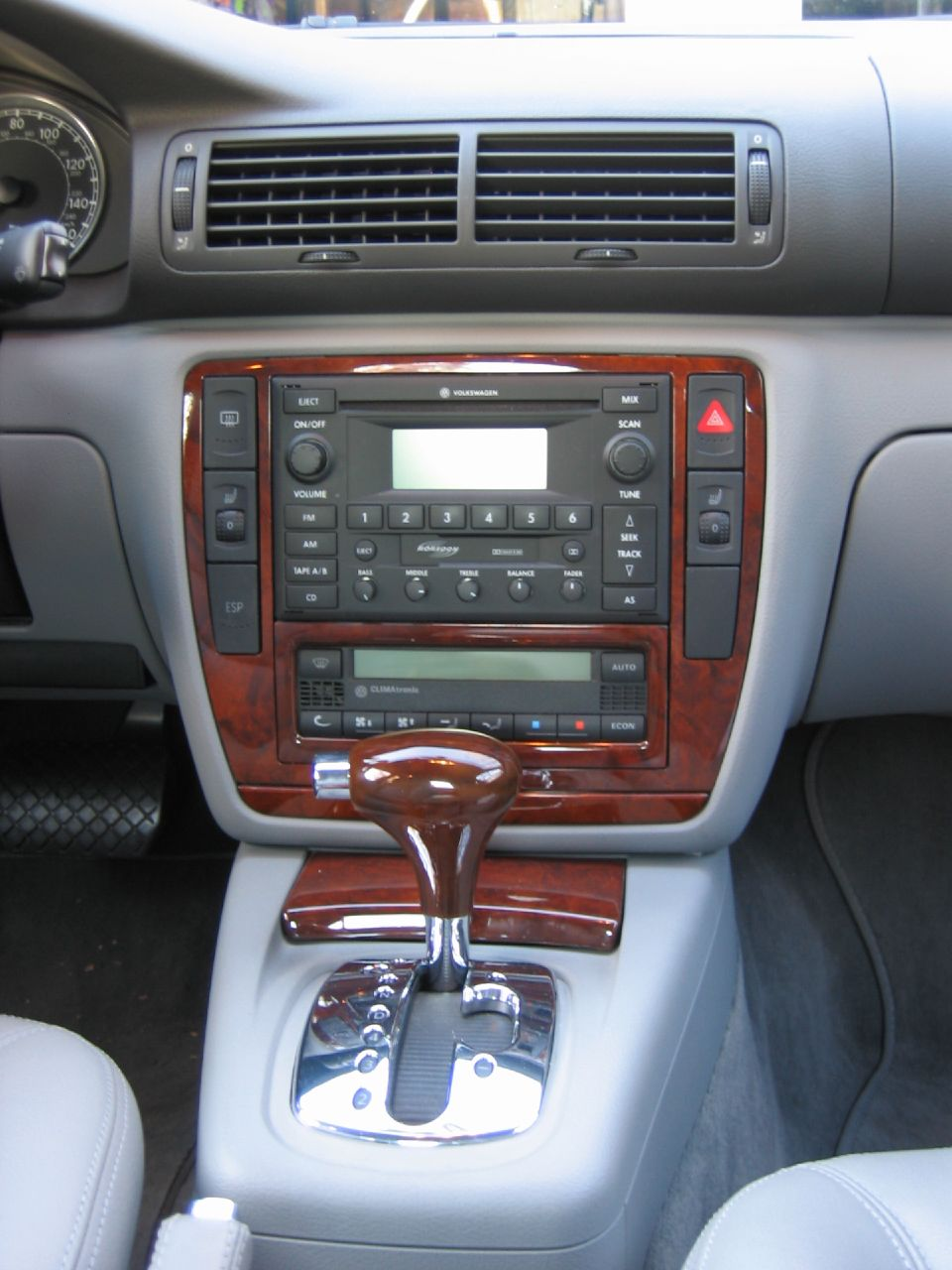
La consola central de un Volkswagen Passat, con la palanca selectora de marchas

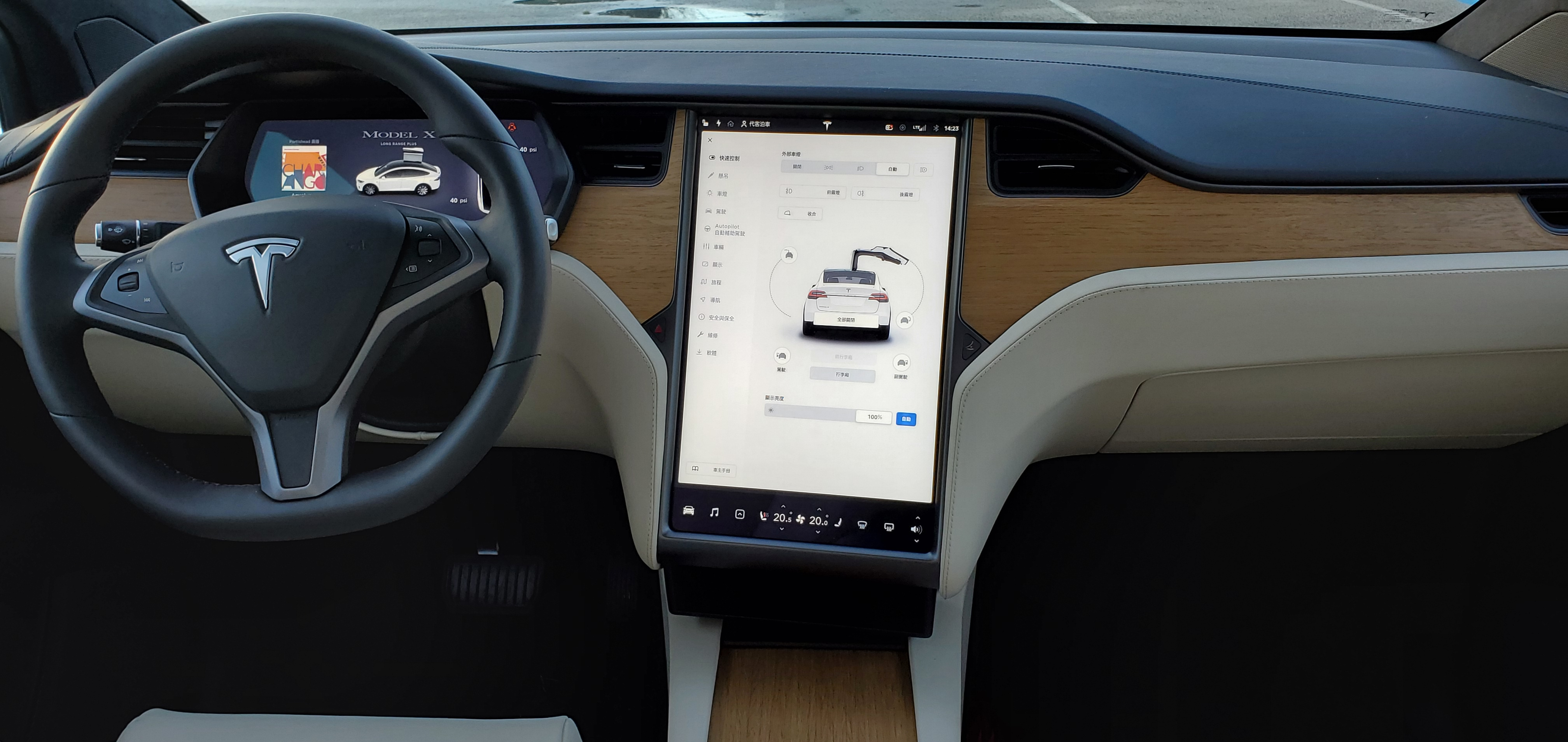
La consola central de un Tesla Model X con pantalla táctil

La consola central es el espacio situado entre los dos asientos delanteros de un automóvil habilitado como una prolongación hacia abajo del salpicadero, y en el que suelen incluirse algunos elementos de control del vehículo. El término se aplica al área que comienza en el tablero y continúa debajo de él, y a menudo se fusiona con el túnel de transmisión que se extiende entre los asientos del conductor y el pasajero delantero de muchos vehículos.
Tradicionalmente, los vehículos con la palanca de cambios en el suelo, la tienen situada en el punto donde la consola se superpone al túnel de la transmisión, o bien en el extremo trasero de la consola en vehículos con tracción delantera (sin túnel de transmisión). En algunos vehículos modernos (en particular las furgonetas) la palanca de cambios está montada en la parte delantera de la consola central para estar más al alcance del conductor, sin necesidad de disponer una palanca larga montada en la columna de dirección.
Cada vez más, las consolas centrales incluyen una amplia variedad de compartimentos de almacenamiento, como posavasos (que en ocasiones están refrigerados), además del uso más tradicional como una mera superficie para instrumentación (como por ejemplo, una pantalla con la temperatura exterior) o algunos controles (como los mandos del equipo de audio del automóvil).

## Consola apoyabrazos
El término "consola central" a menudo también se extiende al reposabrazos situado entre los asientos del conductor y del pasajero, que en algunos vehículos (como el Toyota RAV4) cuenta con uno o más compartimentos de almacenamiento debajo del reposabrazos.

## Consola central trasera
Algunos coches incluyen una consola central trasera adicional, que comúnmente aloja los controles del sistema de entretenimiento y climatización (y posiblemente pantallas de visualización y salidas de aire), tomas de corriente auxiliares y, a veces, controles de ventanas cuando estos no están en las puertas (por ejemplo, en el Ford Sierra). Otro elemento habitual son los ceniceros, aunque cada vez son menos comunes. En algunos coches, la consola central tiene ventilaciones de calefacción para la comodidad de los pasajeros traseros.